# Giáo hội Anh
Giáo hội Anh là giáo hội Kitô giáo được thiết lập chính thức ở Anh, đóng vai trò là giáo hội mẹ của Khối Hiệp thông Anh giáo trên toàn cầu. Giáo hội được chia làm 2 giáo tỉnh: Canterbury ở miền Nam và York ở miền Bắc, được đứng đầu bởi Tổng giám mục Canterbury và Tổng giám mục York, mỗi vị đều mang thêm tước hiệu Giáo trưởng (Primate). Giáo hội Anh nhìn nhận mình mang cả hai căn tính Công giáo và Cải cách.
Bởi vì Anh giáo được công nhận là quốc giáo nên về mặt danh nghĩa, Quân vương Anh (hiện nay là Quốc vương Charles III) có tước hiệu hiến định là "Người Quản trị Tối thượng (Supreme Governor) của Giáo hội Anh". Thực tế, Tổng Giám mục Canterbury là người lãnh đạo Giáo hội Anh. Anh giáo trên toàn cầu bao gồm nhiều giáo hội độc lập tại hơn 160 quốc gia và vùng lãnh thổ công nhận Tổng giám mục Canterbury là nhà lãnh đạo tượng trưng. Giám mục Justin Welby đã thay thế tiến sĩ Rowan Williams đảm nhận chức Tổng Giám mục Canterbury vào ngày 21 tháng 3 năm 2013.

## Lịch sử
Kitô giáo được rao giảng tại Britannia vào khoảng thế kỷ thứ hai trong bối cảnh văn hóa La Mã-Briton. Khi Đế quốc La Mã sụp đổ, người Anglo-Saxon theo pagan giáo di cư tới hòn đảo này, giáo hội Celt thu hẹp về Cornwall và Wales. Năm 597, Giáo hoàng Grêgôriô I gửi các nhà truyền giáo tới để cải đạo cho người Anglo-Saxon. Đoàn truyền giáo được dẫn đầu bởi Augustinô, người trở thành Tổng giám mục Canterbury đầu tiên. Tại Northumbria, các nhà truyền giáo Celt cạnh tranh với các giáo sĩ Roma. Công nghị Whitby năm 664 quyết định cho Northumbria theo truyền thống Roma. Các Vương quốc Anglo-Saxon đều dần cải đạo, Công giáo trở thành phần thiết yếu của đời sống và văn hóa Anh.
Thời kì Trung Cổ, Giáo hội Anh chịu dưới quyền của Giáo hoàng, nhưng tách ra khỏi Rôma vào năm 1534 dưới triều vua Henry VIII, tuy rằng đã có nhập lại một cách tạm thời dưới triều của Nữ vương Mary I trong năm 1555.